# Gua10
Gua10 è un singolo del rapper e DJ producer italiano Thasup, pubblicato il 4 dicembre 2020 come sesto estratto dal primo album in studio 23 6451.

## Descrizione
Decima traccia dell'album, il brano è stato realizzato con la partecipazione vocale di Lazza.

## Classifiche
| Classifica (2019) | Posizione massima |
| ----------------- | ----------------- |
| Italia            | 15                |